# Tetianch
Tetianch war ein Prinz der altägyptischen 6. Dynastie. Er war ein Sohn von Pharao Pepi I. und ein (Halb-)Bruder der beiden Pharaonen Merenre und Pepi II. Tetianch ist bislang nur durch eine Namensnennung auf einem Steinblock der Pepi-I.-Pyramide bekannt.